# Alexandria (tỉnh)
Tỉnh Alexandria (tiếng Ả Rập: ‏محافظة الإسكندريي Muḥāfaẓat al Iskandariyya) là một tỉnh của Ai Cập. Thủ phủ của tỉnh là thành phố Alexandria. Tỉnh nằm ở phians bắc của Ai Cập và đối diện với Địa Trung Hải, tỉnh có một hải cảng vào tầm quan trong nhất nước.
Cùng với tỉnh Cairo và tỉnh Giza, Alexandria đã được đô thị hóa gần như hoàn toàn và có thể coi là một thành phố tự trị. Tỉnh Alexandria nằm bên phải cửa sông Nin
Nhiều phần của tỉnh đã được tách ra vào năm 2008 để thành lập tỉnh Helwan.